# 古格斯山
46°46′12″N 7°20′03″E / 46.7700°N 7.3343°E

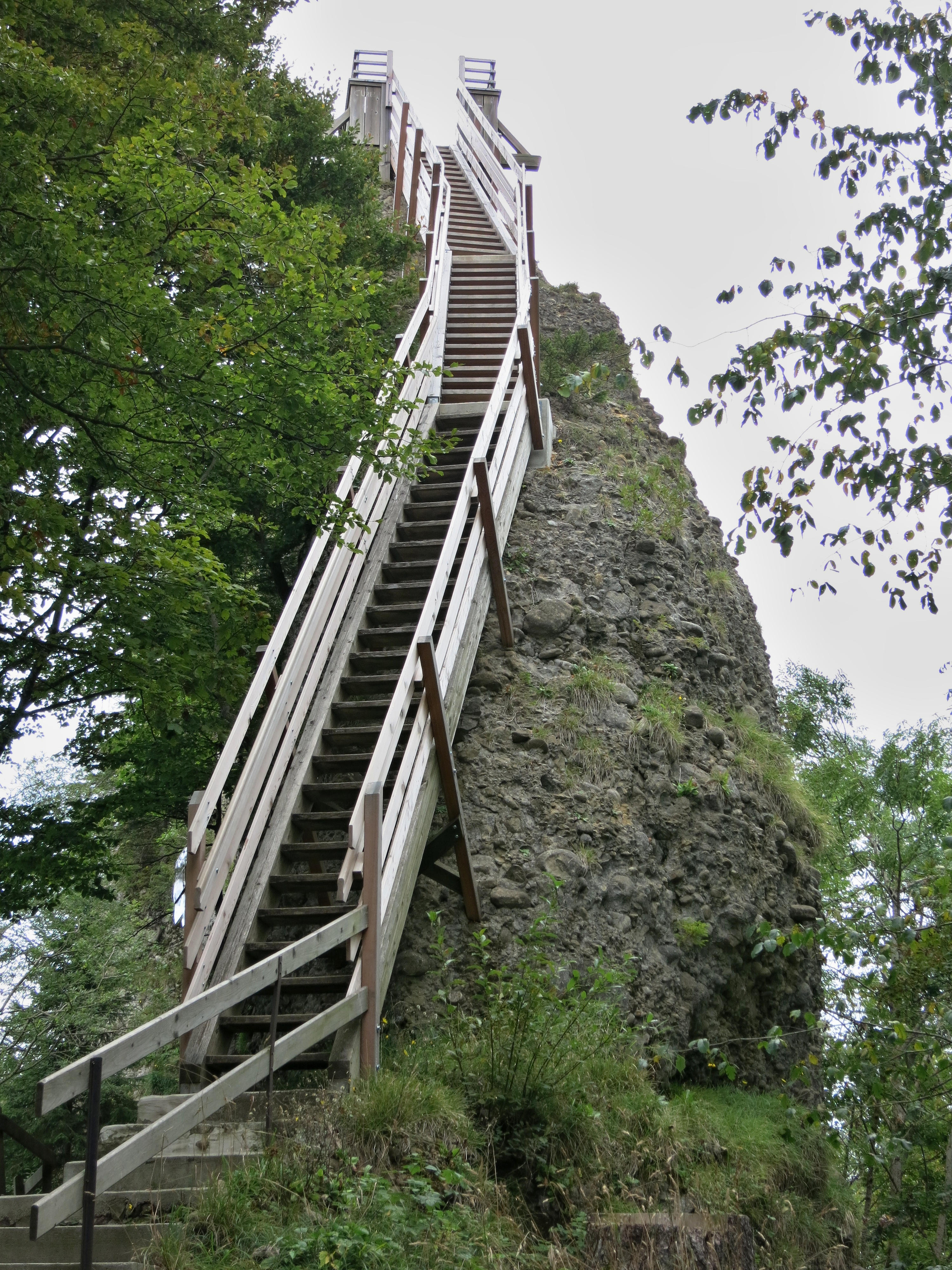

古格斯山（Guggershorn），是瑞士的山峰，位於該國中部，由伯恩州負責管轄，距離普菲費山3.2公里，該山峰海拔高度為1,283米，每年平均降雨量1,471毫米。